# BMW na Rally Pariz-Dakar
Nekdanji vzdržljivostni Rally Paris-Dakar se je, zaradi političnih nestabilnosti v Afriki, preselil v Južno Ameriko. Razdeljen je v glavne tri skupine: motocikli, avtomobili in tovornjaki.
motocikli
- Sezona 1981:

Tekmovali so s francoskim voznikom Hubertom Auriolom na motociklu BMW R80G/S in zmagali v razredu motociklov.
- Sezona 1983:

V tej sezoni je še enkrat zmagal, v razredu motociklov, Hubert Auriol z motociklom BMW R100G/S.
- Sezona 1984:

BMW je zmagal v razredu motociklov z BMW R100G/S z belgijskim voznikom Gastonom Rahierjem.
- Sezona 1985:

Gaston Rahier je še enkrat ponovil zmago v razredu motociklov z BMW R100G/S.
- Sezona 1999:

Po dolgem premoru je BMW ponovno zmagal v razredu motociklov z BMW F650RR s francoskim voznikom Richardom Sainctom.
- Sezona 2000:

Voznik Richard Sainct še enkrat ponovi uspeh in zmaga v razredu motociklov z BMW F650RR.